# Romeo y Julieta
Romeo y Julieta è una delle marche di sigari cubani più famose ed apprezzate nel mondo, seconda per diffusione dietro solo alla storica Montecristo.

## Storia
Fondata nel 1875 da Inocencio Alvarez e Josè Manin García, è però solo nel 1903, quando viene rilevata dallo spagnolo Josè Rodríguez (detto Don Pepin) che la marca raggiunge la notorietà mondiale.
Grande promoter in questo senso, e vero testimonial della marca, fu il famoso politico inglese Winston Churchill che, oltre ad esser stato un grandissimo appassionato di sigari cubani tanto da aver dato il proprio nome ad un formato o vitola tuttora molto diffuso, ebbe modo di affermare in diverse occasioni la sua grande predilezione per questa marca, o meglio per il suo Churchill.
Il nome Romeo y Julieta deriva dall'opera Romeo e Giulietta di William Shakespeare. L'amore di Don Pepin per quest'opera fu tale che cercò in diverse occasioni di acquistare il palazzo dei Capuleti a Verona.
Oggi Romeo y Julieta è di proprietà di Habanos, la società al 51% del Governo cubano ed al 49% della multinazionale del tabacco franco-spagnola Altadis, e presenta un vitolario o catalogo molto ampio, probabilmente il più ampio insieme a quello di Partagàs, che presenta sigari cosiddetti premium (ovverosia fatti interamente a mano e con foglia lunga) e sigari economici, fatti a macchina e rifiniti a mano.

## Prodotti
Elenco dei sigari Romeo y Julieta venduti in Italia, escluse le edizioni limitate.
- Cazadores (vitola Cazadore - Lunghezza 162mm, Diametro di 17,07mm) - interamente a mano;
- Cedros De Luxe n.3 (vitola Mareva - Lunghezza 129mm, Diametro 16,67mm) - interamente a mano;
- Churchills (vitola Julieta n.2 (o Churchill) - Lunghezza 178mm, Diametro 18,65mm) - interamente a mano;
- Short Churchills (vitola Robusto - Lunghezza 124mm, Diametro 19,84mm) - interamente a mano;
- Exhibicion n.3 (vitola Corona Gorda - Lunghezza 143mm, Diametro 18,26mm) - interamente a mano;
- Exhibicion n.4 (vitola Hermoso n.4 - Lunghezza 127mm, Diametro di 19,05mm) - interamente a mano;
- Petit Coronas (vitola Mareva - Lunghezza 129mm, Diametro 16,67mm) - interamente a mano;
- Petit Julietas (vitola Entreacto - Lunghezza 100mm, Diametro 11,91mm) - interamente a mano;
- Belicosos (vitola Campana - Lunghezza 140mm, Diametro 20,64mm) - interamente a mano;
- Regalias de Londres (vitola Coronita - Lunghezza 117mm, Diametro 15,87mm);
- Sports Largo (vitola Sports - Lunghezza 117mm, Diametro 13,89mm);
- Romeos n.1 (vitola Crema - Lunghezza 140mm, Diametro 15,84mm) - interamente a mano;
- Romeos n.2 (vitola Mareva - Lunghezza 129mm, Diametro 16,67mm) - interamente a mano;
- Romeos n.3 (vitola Coronita - Lunghezza 117mm, Diametro 15,87mm).